# Journal of the Electrochemical Society
Das Journal of the Electrochemical Society ist eine monatlich erscheinende Peer-Review-Fachzeitschrift im Feld der Elektrochemie, die von der Electrochemical Society herausgegeben wird. 2019 hatte die Zeitschrift nach dem Web of Science einen Impact Faktor von 3,721, womit sie in der Kategorie Elektrochemie den zwölften von 27 und in der Kategorie Materials Science, Coatings & Films den fünften von 21 Plätzen belegte. Aktueller Chefredakteur ist Robert Savinell von der Case Western Reserve University.

## Geschichte
Die Zeitschrift wurde 1902 als Transactions of the American Electrochemical Society gegründet und trug bis Volume 58 diesen Titel. 1931 wurde sie dann in Transactions of the Electrochemical Society umbenannt und trug diesen bis Volume 96 im Jahr 1949.
Der Übergang von Transactions zu Journal erfolgte ab 1948 (Vol. 93–94) bis 1949 (Vol. 95–96). In diesem Zeitraum wurden in den Transactions und dem Journal dieselben Artikel mit derselben Volumenummer und derselben Seitenzahl veröffentlicht. Allerdings enthielt das Journal zusätzlich das Bulletin of the Electrochemical Society, welches in den Transactions fehlte. Nach 1949 wurden die Transactions eingestellt.
Obwohl die Zeitschrift ursprünglich dazu gedacht war nur Veröffentlichungen, die auf den Tagungen der Elektrochemischen Gesellschaft vorgestellt wurden, zu publizieren, kamen ab 1952 auch nicht angefragte Arbeiten hinzu. 1967 wurde die Zeitschrift dann in drei Sektionen aufgeteilt: Elektrochemische Wissenschaft und Technologie, Festkörperwissenschaft und Technologie und Reviews und Neuigkeiten. Die Reviews und Neuigkeiten-Sektion wurde 1992 als Interface abgespalten, 2012 folgte die Sektion Festkörperwissenschaft und Technologie als ECS Journal of Solid State Science and Technology.